# Honkinen (ö i Kajana, lat 64,06, long 28,17)
Honkinen är en ö i Finland. Den ligger i sjön Jormasjärvi och i kommunen Sotkamo i den ekonomiska regionen  Kajana ekonomiska region  och landskapet Kajanaland, i den centrala delen av landet, 500 km norr om huvudstaden Helsingfors. Öns area är 14,9 hektar och dess största längd är 0,6 kilometer i nord-sydlig riktning.